# Grzbiet Chilijski
Grzbiet Chilijski, także Wyniesienie Chilijskie, Wzniesienie Zachodniochilijskie (ang. Chile Ridge, Chile Rise, hiszp. Dorsal de Chile) –  fragment systemu śródoceanicznych grzbietów położony w południowo-wschodniej części Oceanu Spokojnego.
Na zachodzie łączy się z Grzbietem Południowopacyficznym i Grzbietem Wschodniopacyficznym, w węźle potrójnym, a na wschodzie dochodzi do Rowu Chilijskiego.
Grzbiet Chilijski oddziela leżącą na północy płytę Nazca od leżącej na południu płyty antarktycznej.
Grzbiet Chilijski ma generalny przebieg z północnego zachodu na południowy wschód, jednak strefa ryftowa ma przebieg południkowy, a rozdzielające ją i przesuwające na wiele dziesiątków i setek kilometrów uskoki transformacyjne mają przebieg z grubsza równoleżnikowy. Tak więc rozsuwanie płyt tektonicznych następuje w kierunku wschód-zachód.
Według tektoniki płyt jest on niszczony w strefie subdukcji znajdującej się pod Rowem Chilijskim i pod Andami.